# Geboortekerk van de Moeder Gods van het Snetogorskiklooster
De Geboortekerk van de Moeder Gods van het Snetogorskiklooster (Russisch: Рождества Пресвятой Богородицы Снетогорский монастырь) is een Russisch-orthodoxe kerk in de Russische stad Pskov. De kerk behoort tot het Snetogorskiklooster uit de 13e eeuw.
De kerk is als onderdeel van de kerken van de architectuurschool van Pskov in 2019 tijdens de 43e sessie van de Commissie voor het Werelderfgoed erkend als cultureel werelderfgoed en toegevoegd aan de UNESCO werelderfgoedlijst.

## Geschiedenis
De kerk werd in 1311 gebouwd naar voorbeeld van de Transfiguratiekerk van het Mirojskiklooster in Pskov en bevat de belangrijkste kenmerken van de architectuur van het Mirojskiklooster dat anderhalve eeuw eerder gebouwd werd, namelijk het centrum met gelijke kruisen, vier pilaren en het gewelfsysteem.
In de late jaren 1940 en begin jaren 1950 werd een eerste grote restauratie uitgevoerd en in 1985 volgde nogmaals een complete restauratie met de reconstructie van de oorspronkelijke architectuur.

## Fresco’s
De kerk werd in 1313 beschilderd met fresco’s waarvan nog een deel bewaard gebleven zijn. Net als de Sint-Nicolaaskerk op Lipnja, Veliki Novgorod werd de kerk van het Snetogorskiklooster een voorbeeld van de hergeboorte van monumentale schilderingen van het Land van de Roes na een lange onderbreking in de tweede helft van de 13e eeuw ten gevolge van de Mongoolse invasie van Roes. Bovendien was het in deze periode dat Pskov zijn eigen kunstacademie begon te ontwikkelen die anders was dan die van de andere grote centra in Rusland. Ze zijn de enige bewaard gebleven in hun soort uit de eerste helft van de 14e eeuw en nog steeds een treffend voorbeeld van de artistieke school van Pskov.
De fresco's overleefden een brand in 1493 maar werden zwaar beschadigd in 1581 tijdens de Lijflandse Oorlog bij het beleg van Pskov door de strijdkrachten van de koning van Polen en grootvorst van Litouwen Stefanus Báthory. Na de oorlog werden de fresco's witgekalkt omdat ze onherstelbaar beschadigd waren. De eerste pogingen tot restauratie werden ondernomen in 1910, het jaar van hun ontdekking. Ze werd gevolgd in de jaren 1920-1930 door een eerste grote restauratie georganiseerd door het "Igor Grabar-centrum voor wetenschappelijke en artistieke restauratie van Rusland" en nogmaals in 1948-1949. Sinds 1985 zijn er echter belangrijke nieuwe ontdekkingen gedaan van tot nu toe onbekende fragmenten in de koepel en bij het altaar. Dankzij deze ontdekkingen was het mogelijk om het volledige verhaal van de fresco's van de kerk te reconstrueren.
Enerzijds bevatten de fresco’s veel karakteristieke onderwerpen uit de pre-Mongoolse periode en anderzijds bevatten ze voor deze periode veel originele en nieuwe onderwerpen van de hand van de kunstenaars van Pskov. In het schip wordt het verhaal verteld van het laatste oordeel, aangebracht in drie boven elkaar staande registers. In de koepel wordt de Hemelvaart van Jezus Christus uitgebeeld, een onderwerp van veel muurschilderingen in de kerken van Novgorod uit de 12e eeuw en het Mirojskiklooster. De fresco’s uit de tamboer zijn verdwenen. Op de pendentieven staan de evangelisten met hun symbolen.

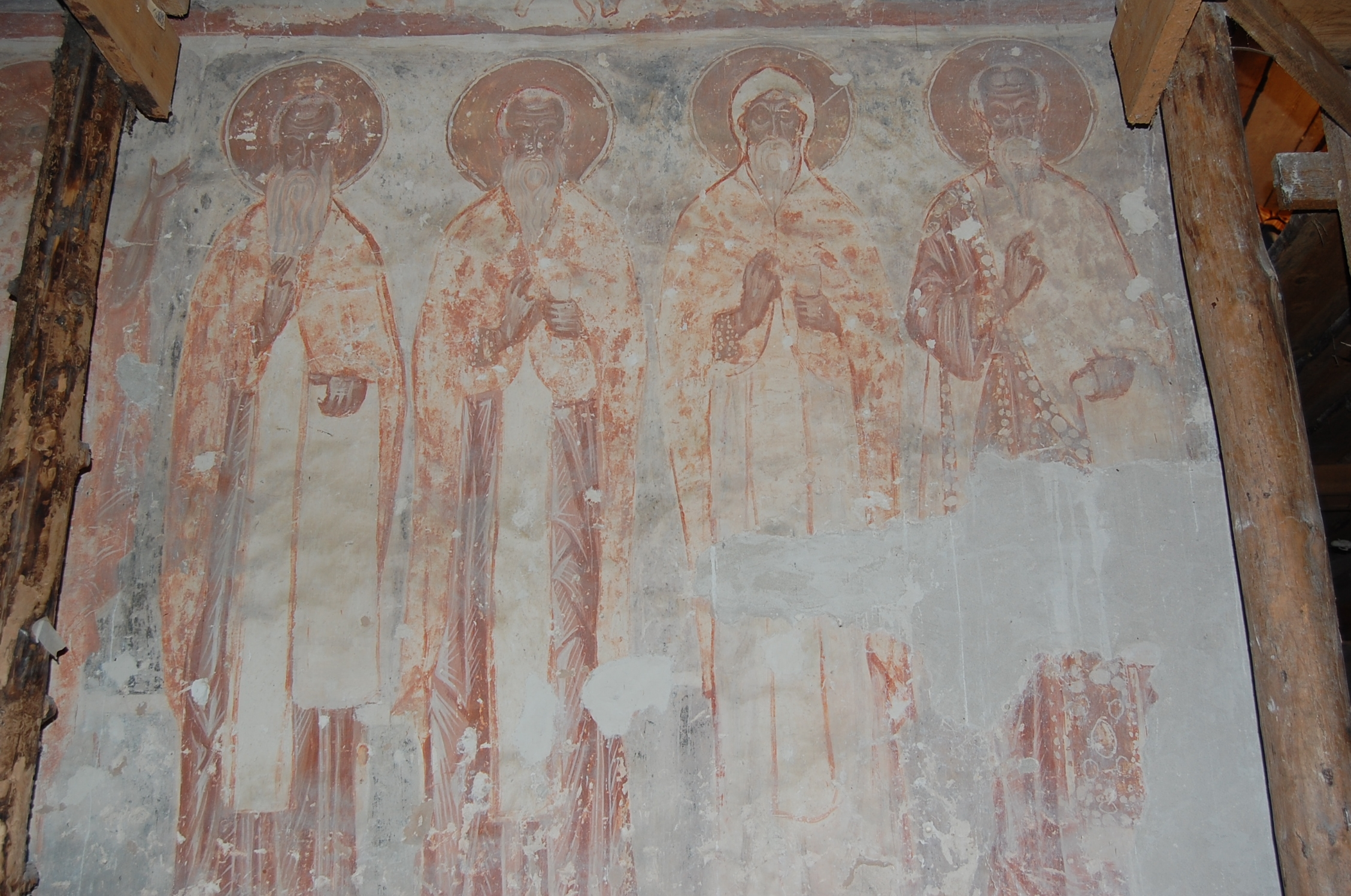
Eerwaarde vaders
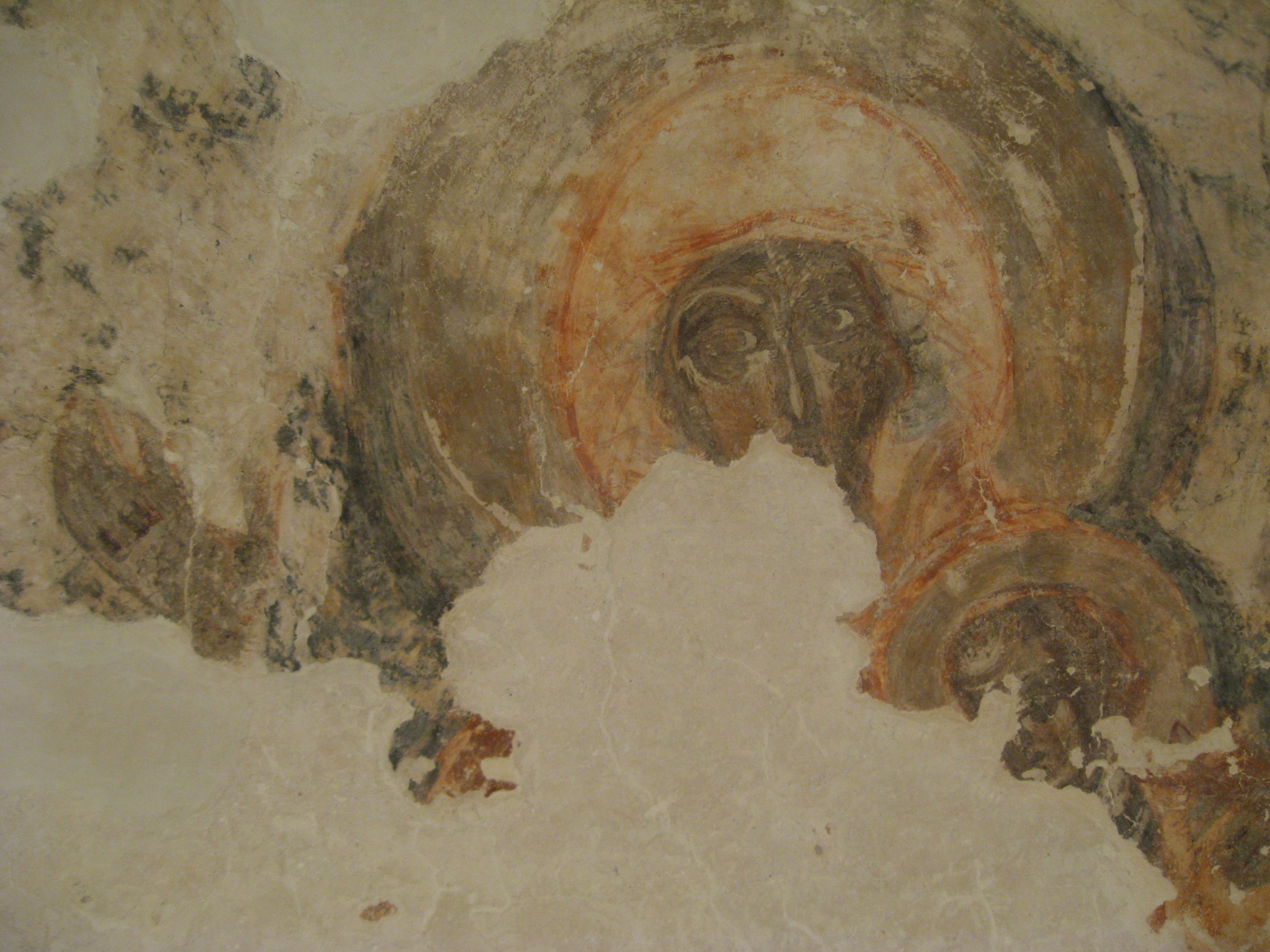
Maria en Jezus, fresco van de apsis
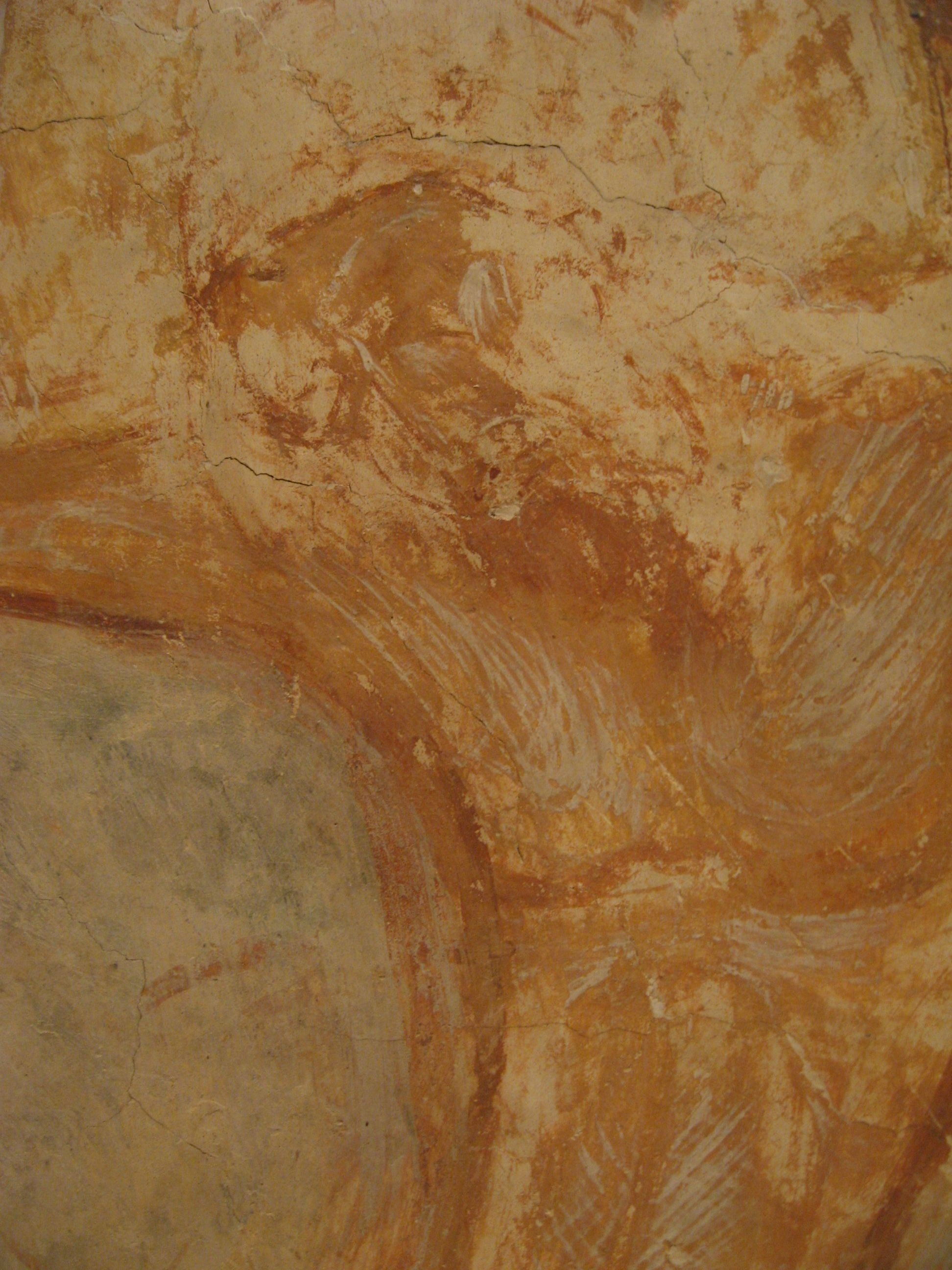
Jezus aan het kruis
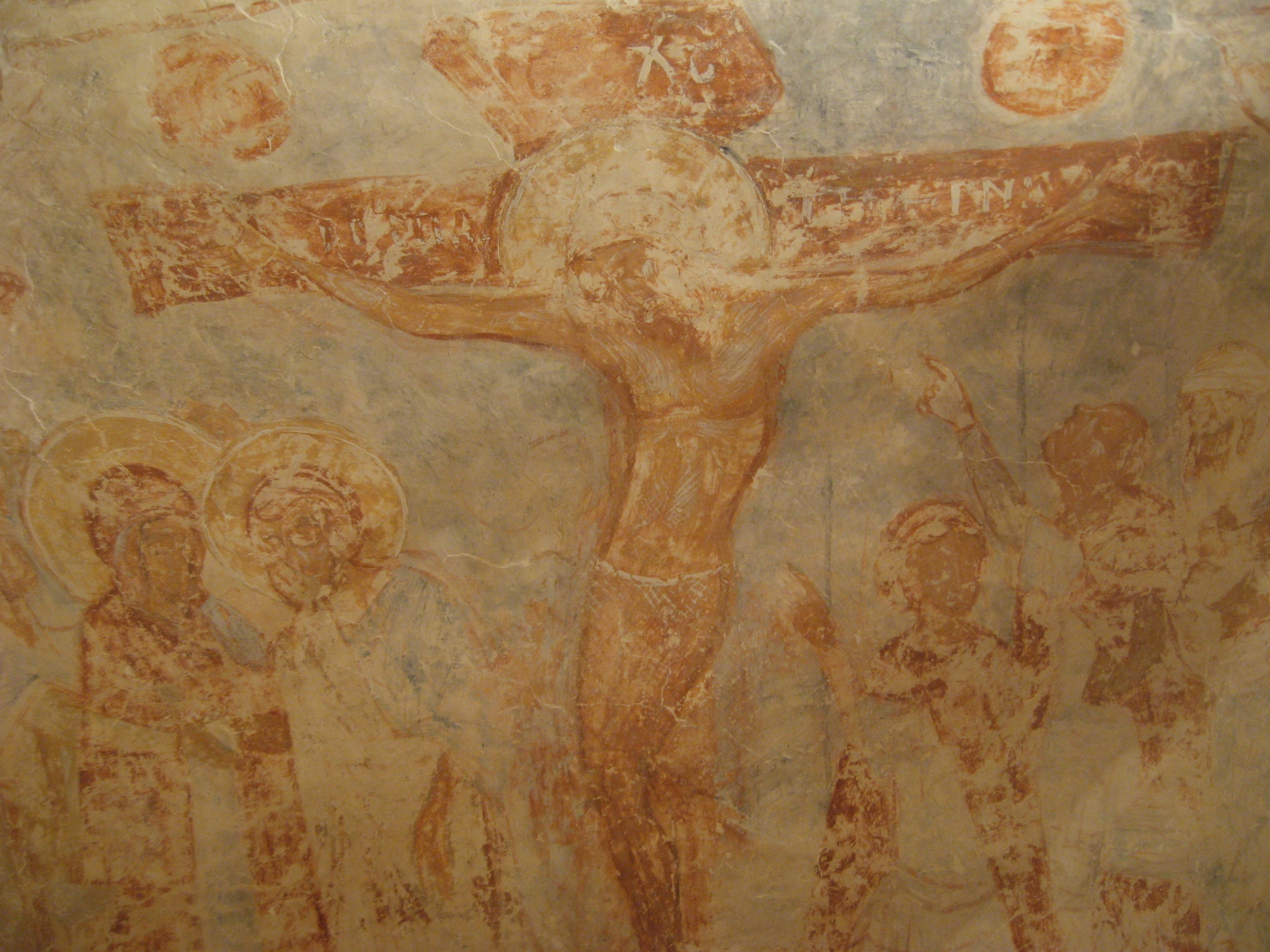
Kruisiging
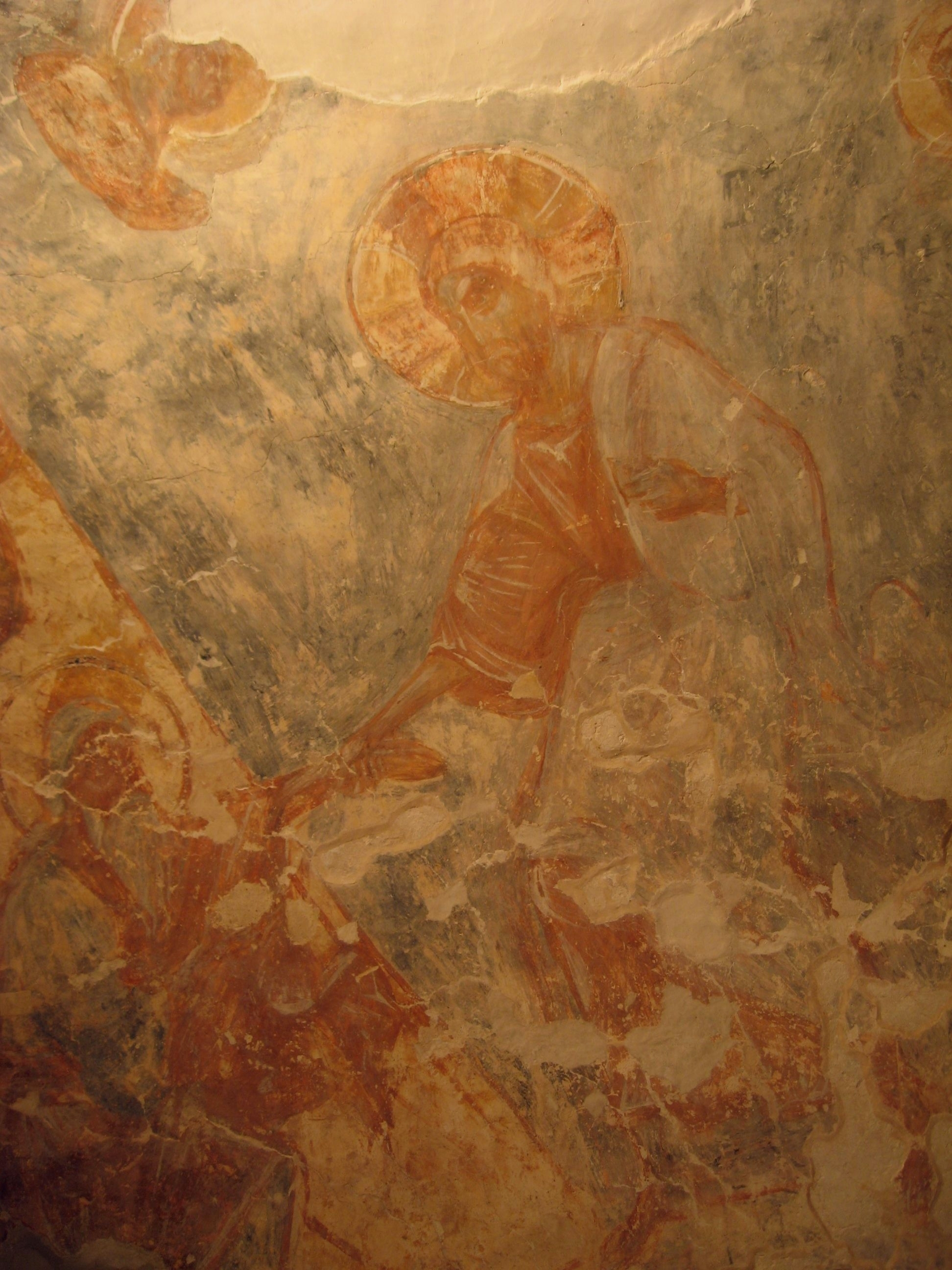
Herrijzenis van Christus
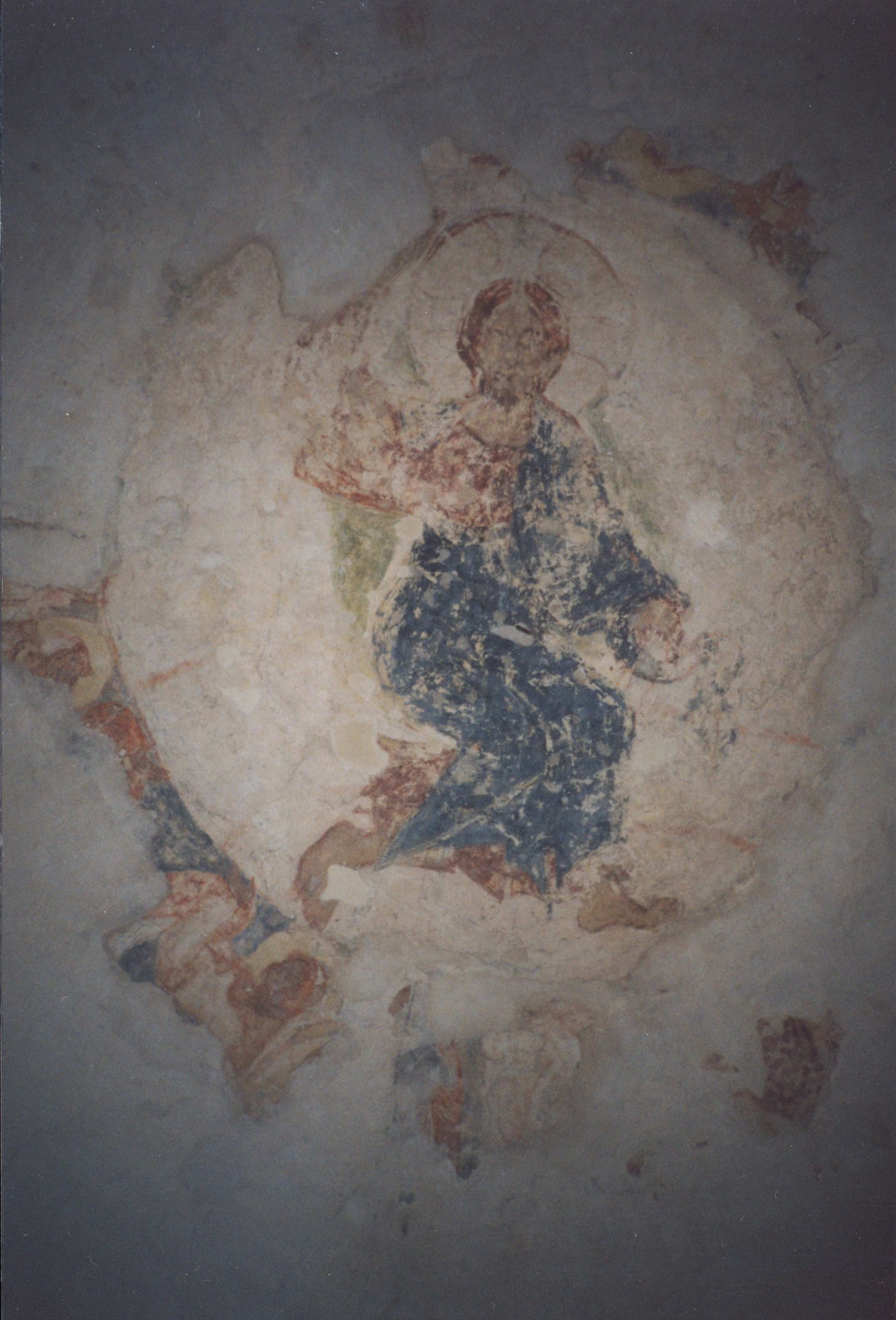
Hemelvaart. Fragment van de fresco van de koepel

In de centrale apsis zijn twee schilderingen van bisschoppen te vinden en een traditionele schildering van de Eucharistie. In de halve koepel boven het altaar is de Maagd Maria zittend op een troon en met haar zoon in de linkerhand (het schilderij is maar gedeeltelijk bewaard gebleven). Op de binnenkant van de arcades worden karakters van het Oude Testament voorgesteld als personages van het Nieuwe Testament, eindigend met de beeltenis van Zacharias en zijn zoon Johannes de Doper, die een link leggen tussen het Oude en het Nieuwe testament. In het zuidelijke deel van de kerk staan de geboorte van Maria, de presentatie van Jezus in de tempel, de Annunciatie en de Aartsengel Gabriël. De Geboorte van Jezus wordt in verschillende kleine scènes weergegeven. De cyclus gaat verder met Maria-Lichtmis, Driekoningen en Lazarus. Op de oostelijke muur staan de blijde intrede van Christus in Jeruzalem en de Gedaanteverandering van Jezus. Op de zuidmuur zijn de voetwassing en het Laatste Avondmaal geschilderd. Op een gewelf van de noordelijke traverse zijn de Kruisiging en Herrijzenis van Jezus te zien en op de noordelijke muur de kruisafneming, de Mirredragers, de lege tombe, de afdaling van de Heilige Geest naar de apostelen en Jezus die onderwijst in de tempel. De fresco’s zijn nogal lukraak geschilderd en volgen geen strak georganiseerd patroon.

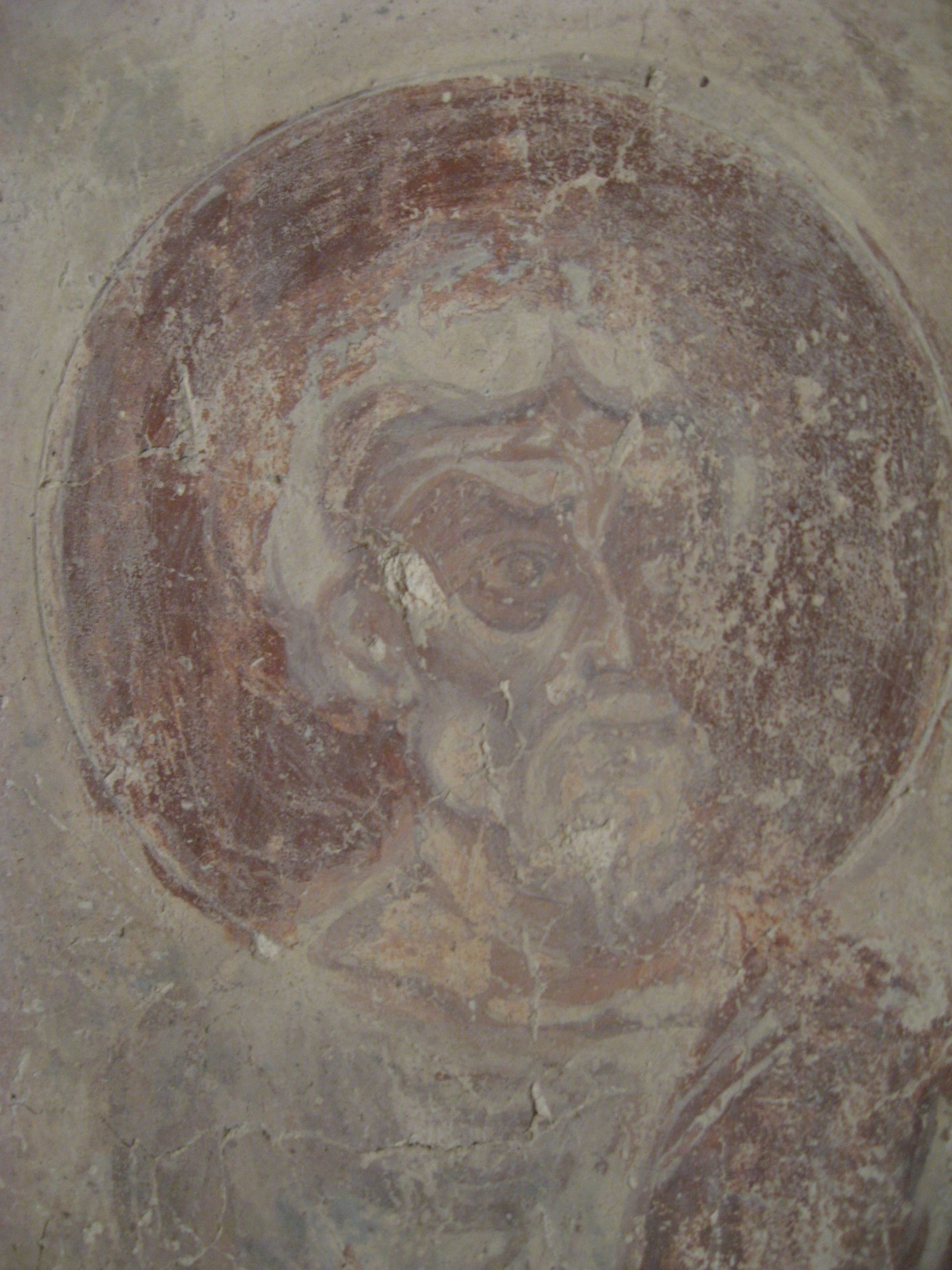
Het Paradijs: de apostel Petrus
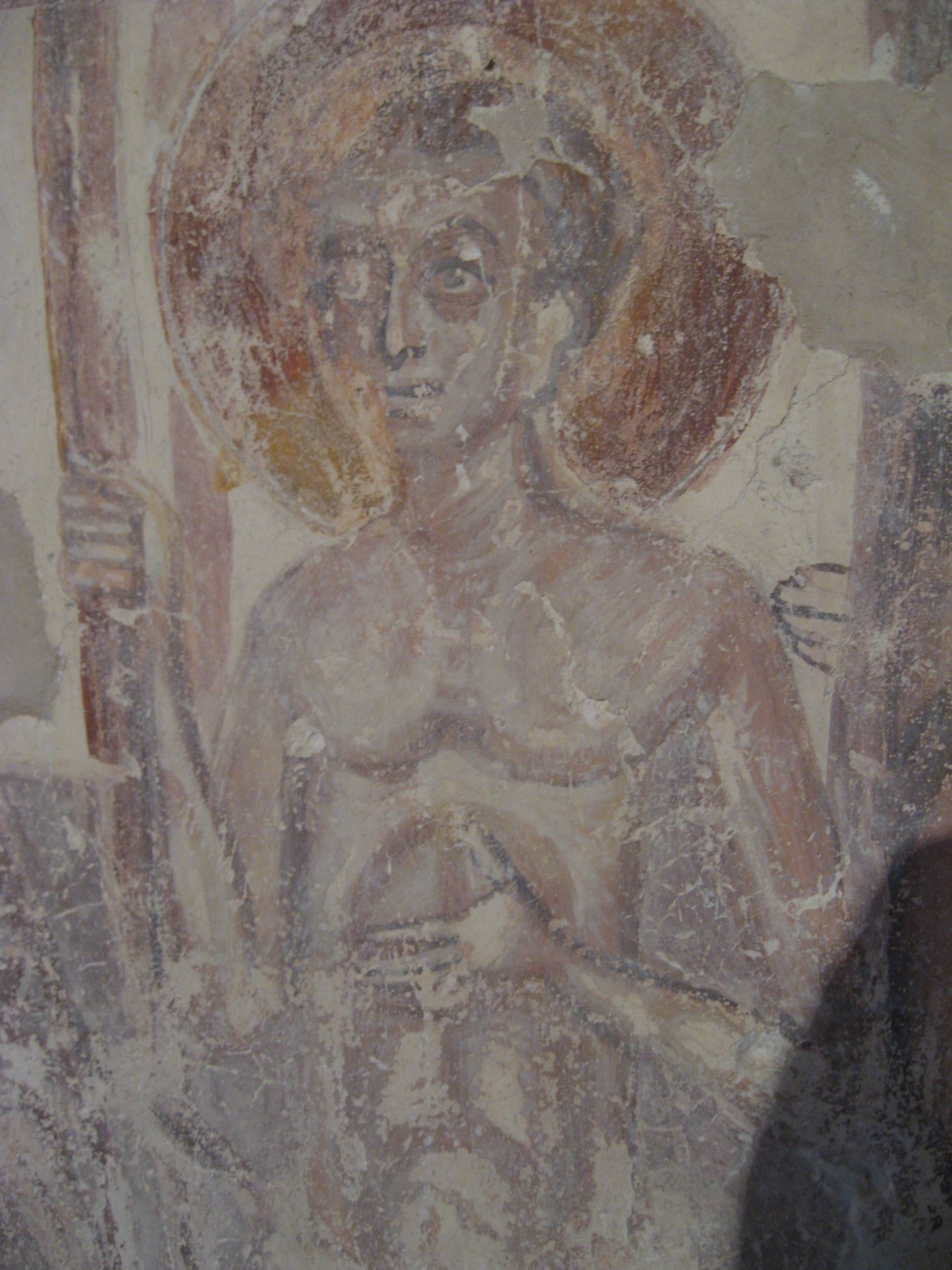
Het Paradijs: de berouwvolle dief
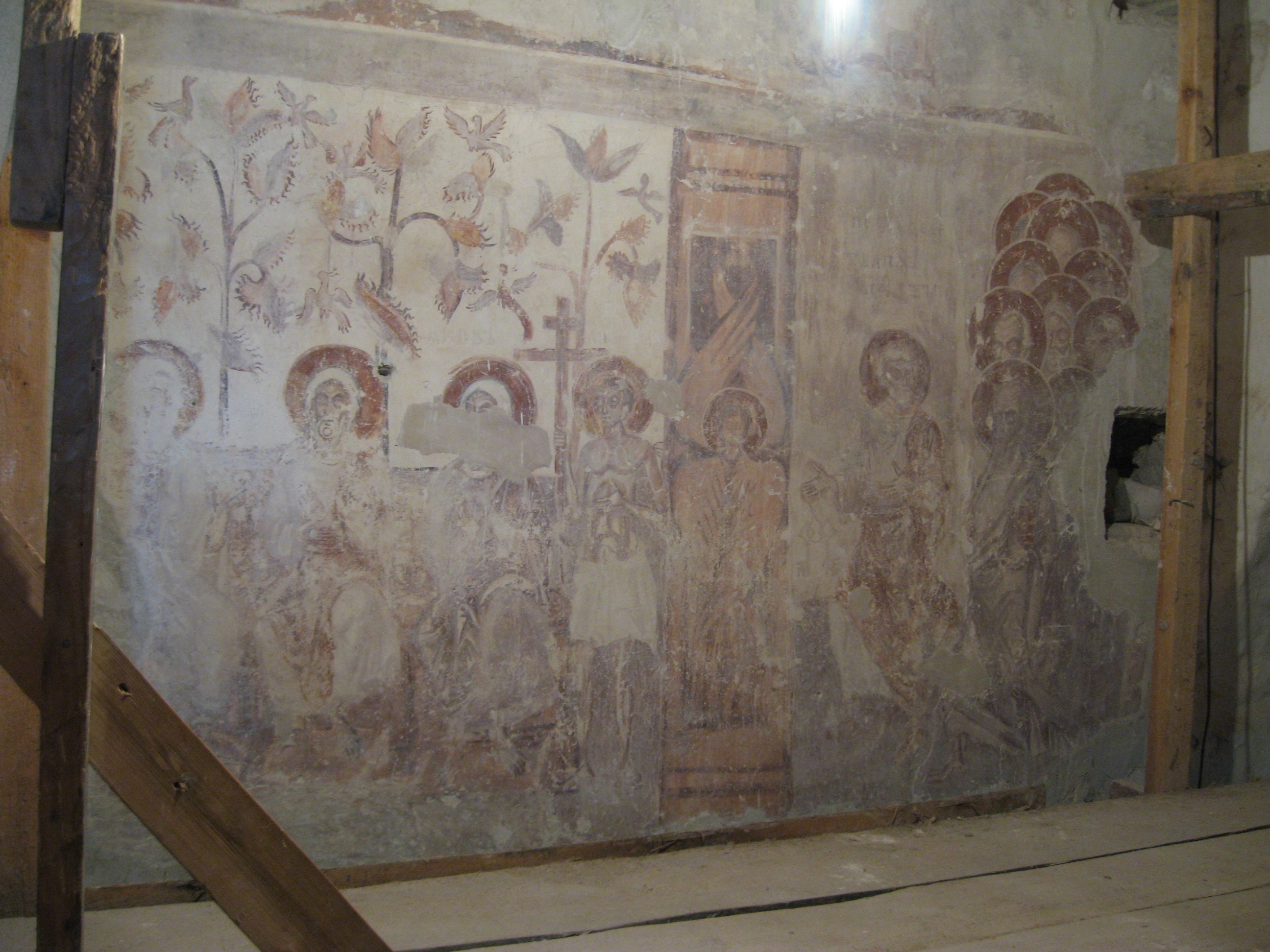
Het Paradijs: schoot van Abraham
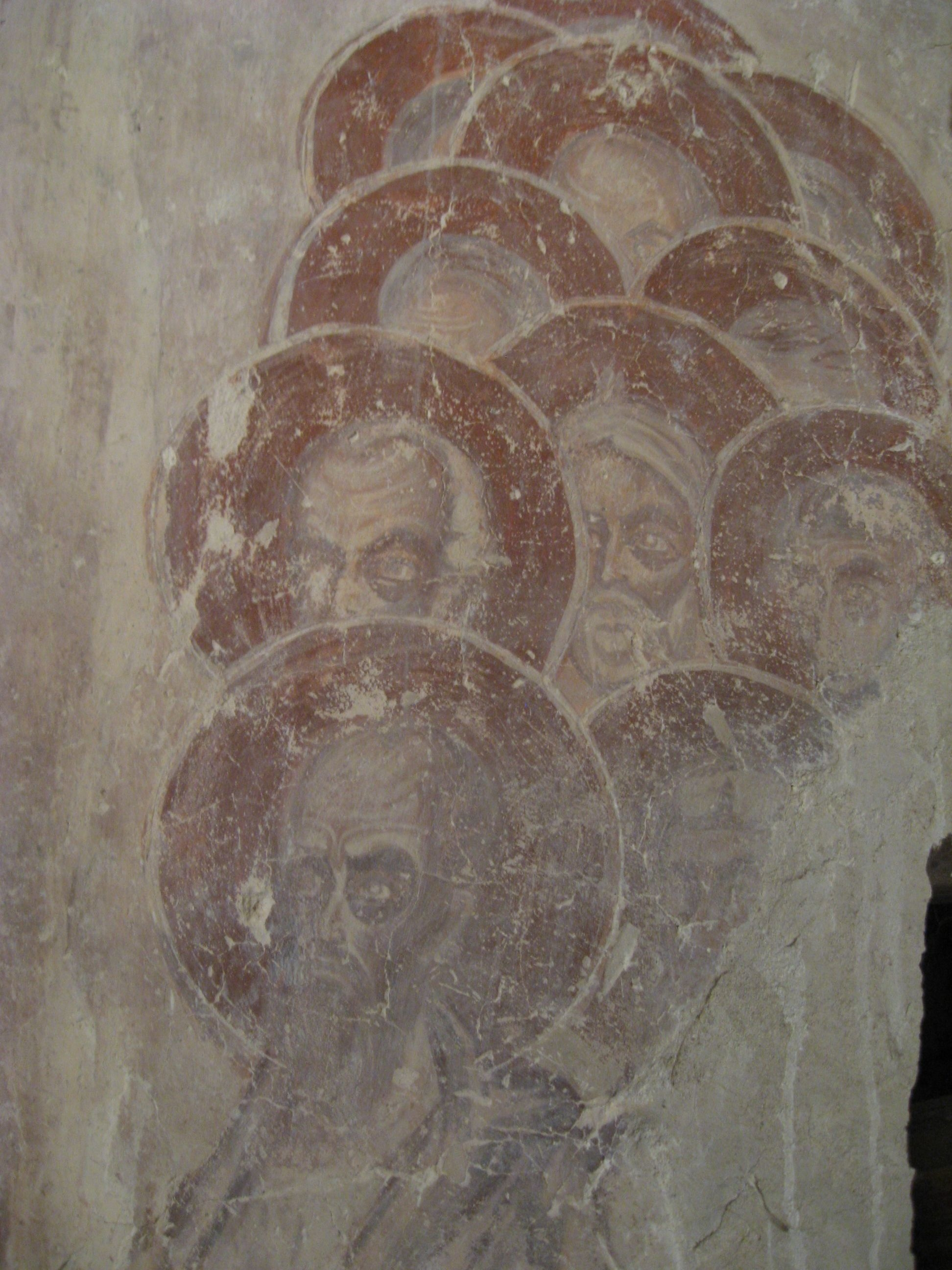
Het Paradijs: de heiligen
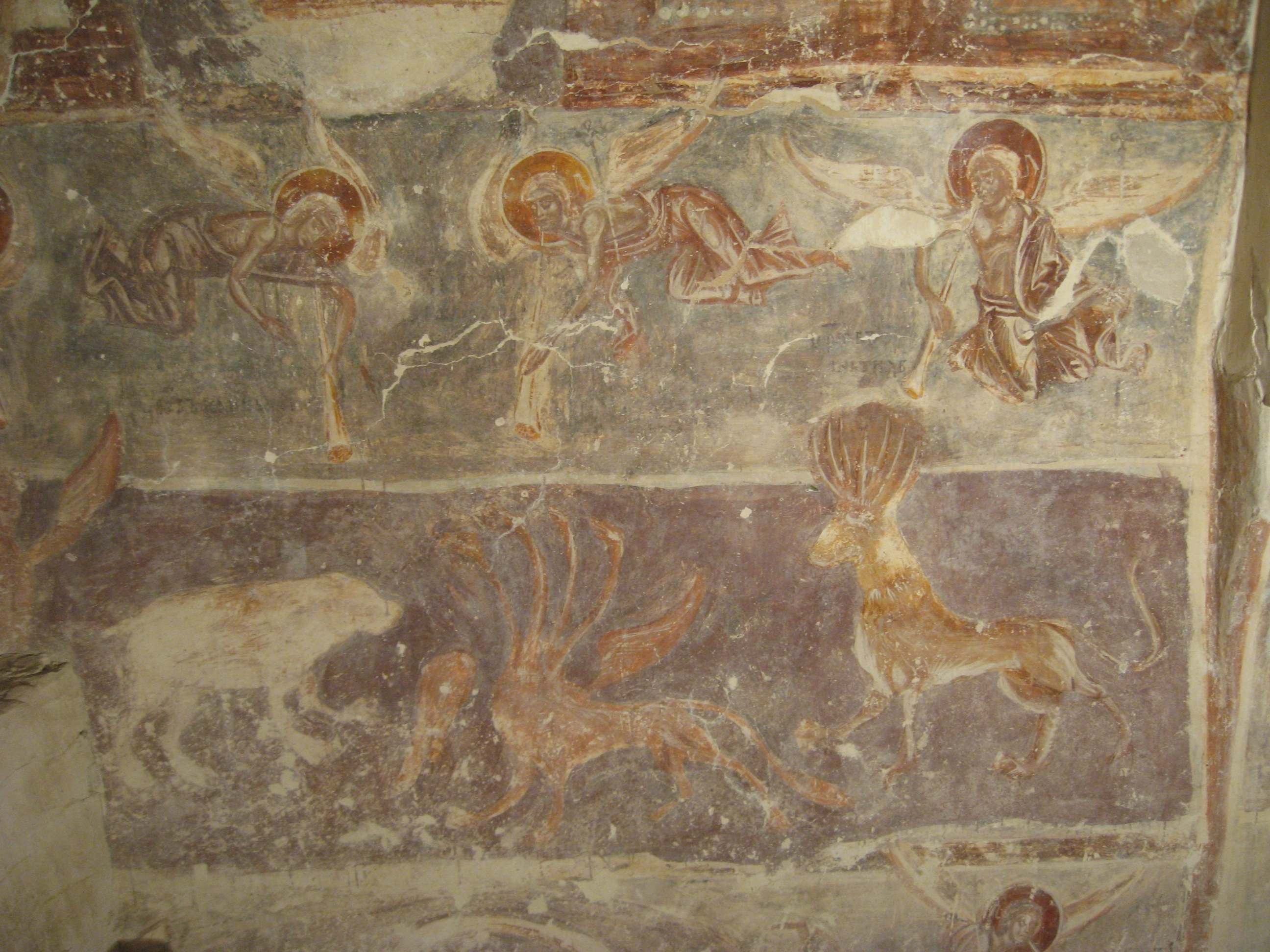
Het visioen van Daniel, de vier wilde beesten van de apocalyps.
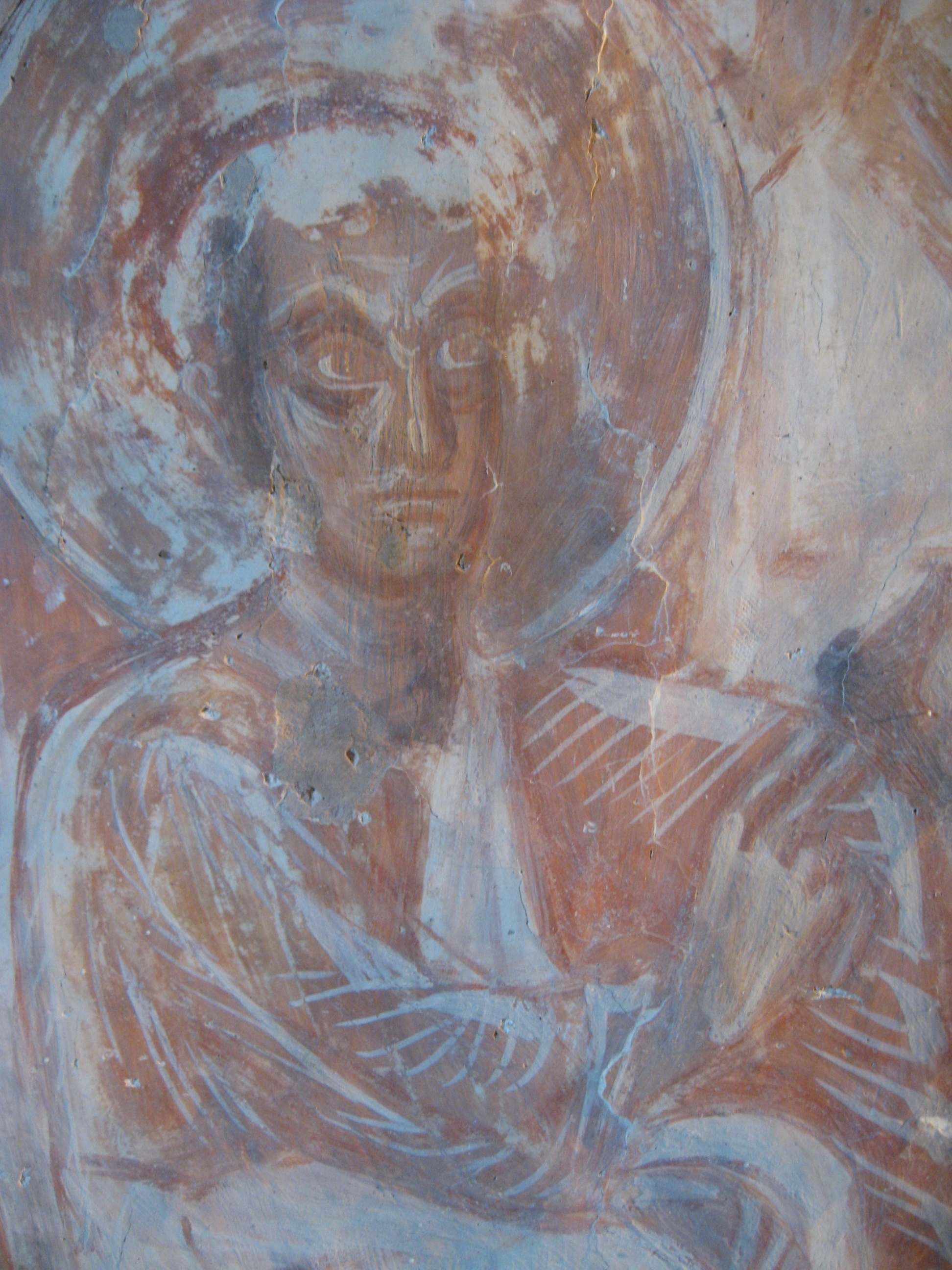
Afdaling van de Heilige Geest